# Augustin Crecan
Augustin Crecan (n. 13 iunie 1946 – d. 15 aprilie 2018) a fost un senator român în legislatura 1992-1996 și în legislatura 1996-2000, ales în județul Sălaj pe listele partidului PUNR. În legislatura 1996-2000, Augustin Crecan a fost membru în comisia pentru cercetarea abuzurilor, combaterea corupției și petiții. În legislatura 1996-2000, Augustin Crecan a fost membru în grupurile parlamentare  de prietenie cu Republica Coasta de Fildeș și cu Statul Israel. În cadrul activității sale parlamentare, Augustin Crecan a inițiat o singură propunere legislativă în fiecare din legislaturile în care a fost ales.